# Чёрный шарик
Чёрный шарик (англ. The Black Marble)— американский кинокомедия 1980 года режиссёра Харольдом Беккером.

## Сюжет
Романтическая комедия о любви между женщиной-полицейским и её новым партнёром, которые охотятся за похитителем собак, требующим выкуп за украденного пса.

## В ролях
Роберт Фоксуорт – Sgt. A. M. Melnikov
Пола Прентисс – Sgt. Natalie Zimmerman
Гарри Дин Стэнтон – Philo Skinner

## Отзывы и критики
Фильм «Чёрный шарик» (1980) режиссёра Гарольда Беккера получил смешанные отзывы критиков. На сайте Rotten Tomatoes у фильма 50% положительных отзывов на основе 10 рецензий.